# Rapporto Franck
Il rapporto Franck fu un documento firmato nel giugno 1945 da importanti fisici del progetto Manhattan (tra gli altri, l'ungherese Leó Szilárd) e da 68 dipendenti del reparto di metallurgia del Progetto Manhattan per sconsigliare al governo degli Stati Uniti l'uso della bomba atomica per indurre il Giappone ad arrendersi. 
Il rapporto prende il nome dal fisico tedesco James Franck, il capo della commissione che produsse il documento. Ma il rapporto non fu letto dal presidente Franklin Delano Roosevelt che morì poco dopo, e il suo successore Harry S. Truman non ne tenne alcun conto.